# Sisor rheophilus
Sisor rheophilus es una especie de peces de la familia Sisoridae en el orden de los Siluriformes.

## Morfología
Los machos pueden llegar alcanzar los 11,6 cm de longitud total.
Número de  vértebras: 31-34.

## Hábitat
Es un pez de agua dulce y de clima tropical.

## Distribución geográfica
Se encuentran en Asia:  cuenca del río Ganges en la India.